# Сакердотализм
Сакердотали́зм или сацердотали́зм (от лат. sacerdos — священник) — учение (обычно в рамках христианского вероучения) о том, что священники являются необходимыми посредниками между верующими и Богом.
Присущий католической церкви сакердотализм был поставлен под сомнение различными течениями Реформации. По мнению кальвинистского богослова и публициста Абрахама Кёйпера, наибольшую последовательность в ниспровержении сакердотализма проявил именно кальвинизм, поскольку «провозгласил абсолютное равенство всех, занятых в церковном служении, и согласился только на то, чтобы служители были служителями, слугами». Англиканский богослов Эрик Милнер-Уайт, со своей стороны, полагал, что как присущая католицизму абсолютизация роли священников, так и протестантское ниспровержение этой роли — две крайности, уводящие от истины, и предлагал отделять «плохой сакердотализм», в особенности присущий «большинству нехристианских религий», от подлинного христианства, которое должно быть «насквозь священническим» (англ. sacerdotal through and through). В то же время и внутри современной католической церкви существует критика сакердотализма в истории церкви как элитистского уклонения от евангельских установлений.